# Huta Wiskicka
Huta Wiskicka – wieś w Polsce położona w województwie łódzkim, w powiecie łódzkim wschodnim, w gminie Rzgów. W 2021 we wsi mieszkały 222 osoby.

## Historia
Miejscowość założona u schyłku XV wieku jako osada hutnicza przy hucie szkła, przez hutnika Andrzeja na mocy przywileju lokacyjnego otrzymanego od kapituły katedralnej krakowskiej. Huta istniała tu do 1508 roku, kiedy to w wyniku zarazy wymarli wszyscy szklarze, zaś sam hutnik zbiegł. Pierwotna nazwa osady brzmiała Lylewy. W pobliżu wsi stanowisko osadnictwa kultury łużyckiej.
W latach 1975–1998 miejscowość administracyjnie należała do ówczesnego województwa łódzkiego.